# Yacimiento de La Tène
El Yacimiento de La Tène es un yacimiento suizo a orillas del lago Neuchatel y la desembocadura del Thiele. Se encontraron bastantes armas entre el fango. Es un núcleo fortificado palafítico que guardó armas. Ha servido para designar la cultura de La Tène al erigirse como yacimiento epónimo.

## Excavación
A partir de la mitad del siglo XVIII se pueden llevar a cabo excavaciones tras haber hecho unas obras hidráulicas. Se recuperan adornos, vestidos, armas… Era un sitio fortificado de carácter militar. Reddatd propuso que era un lugar de culto, como su río, donde se alojarían los materiales. Se habla de una relativa continuidad, más tarde subdividido.

## Periodización
Como se ha señalado, se trata de un yacimiento bastante particular al darle nombre a una cultura y periodizarla. En 1885 Tischler divide el periodo de Hallstatt en 2 y La Téne en 3 sobre la base de la evolución de espadas, puñales y fíbulas. En 1902 Reinecke lleva a cabo una periodización, hoy considerada clásica: sitúa a los grupos transicionales (grupos humanos que introducen la cremación) en la Edad del Bronce, estableciendo 4 periodos del Hallstatt (A, B, C, D). Los dos primeros corresponden al Bronce Final y el resto a la I Edad del Hierro. Se aprecia esa continuidad en el desarrollo de Hallstatt en esta nueva preiodización.
El siguiente paso sería La Tène con Hildebrand como protagonista, dividiendo La Tène en 3 periodos, hoy en día son 4. La utilización del yacimiento epónimo para extrapolarlo a toda una cultura ocasiona dificultades. Estas 4 fases, en La Téne, en el yacimiento epónimo no existe la fase A, sino en otros. Finalmente nos encontramos con Wells que divide La Tène en 4 periodos que van:
- La Tène A: 475-400 a. C.
- La Tène B: 400-275 a. C.
- La Tène C: 275-130 a. C.
- La Tène D: 130-18 a. C.